# 928

928(구백이십팔)은 927보다 크고 929보다 작은 자연수다.

## 수학
- 합성수로, 그 약수는 총 12개다. (1, 2, 4, 8, 16, 29, 32, 58, 116, 232, 464, 928)
  - 928의 진약수의 합은 962이므로, 928은 과잉수다.
- {\displaystyle 928=227+229+233+239}
  - 연속하는 네 소수(素數)의 합으로 나타낼 수 있으며, 이 성질을 지닌 앞의 수는 912, 다음 수는 942이다.
- {\displaystyle 928=101+103+107+109+113+127+131+137}
  - 연속하는 소수(素數) 8개의 합으로 나타낼 수 있으며, 이 성질을 지닌 앞의 수는 888, 다음 수는 966이다.
- {\displaystyle 928=12^{2}+28^{2}}
  - 서로 다른 두 자연수의 제곱합으로 나타낼 수 있는 수다.
- {\displaystyle 17^{4}-1}은 928로 나누어떨어진다.

## 과학
- NGC 928: 양자리 방향에 있는 나선은하.

## 교통

### 철도
- 서울 지하철 9호선 삼성중앙역의 역번호.

### 도로
- 928번 지방도: 경상북도 문경시 동로면 수평리에서 안동시 도산면 가송리까지 이어지는 대한민국의 지방도.
- 928번 홋카이도도(일본어판)

## 군사
- U-928(영어판): 제2차 세계 대전에 사용된 나치 독일의 군용 잠수함.

## 문화유산
- 대한민국의 보물 제928호: 남양주 봉인사 부도암지 사리탑 및 사리장엄구

## 기타
- 날짜: 9월 28일
- 연도: 928년, 기원전 928년